# Januário de Oliveira
Januário de Oliveira (Alegrete, 12 de fevereiro de 1940 — Natal, 31 de maio de 2021), foi um locutor e narrador esportivo brasileiro que ficou famoso por conta de vários bordões usados em suas narrações.
Januário era torcedor Tricolor e atuou de 1952 a 1998, quando foi obrigado a se aposentar por causa do diabetes, que começou a prejudicar sua visão e não permitiu que ele trabalhasse mais.
Morreu em 2021, aos 81 anos, acometido por uma parada cardíaca enquanto, 11 dias antes, havia sido internado para tratar de uma pneumonia.

## Biografia
Foi um radialista, locutor e narrador esportivo, começou na Radio Farroupilha, de Porto Alegre, Rádio Cultura de Bagé, e no Rio de Janeiro, atuou na Rádio Mauá AM, na Rádio Nacional AM, TVE-RJ (1982-1992) e TV Bandeirantes (1992-1997). Aposentou-se em 1998, quando começou a sofrer de diabetes e ficou cego de um olho. Ainda nesse mesmo ano, narrou algumas partidas da Copa do Mundo pela hoje extinta Rede Manchete.
Após a aposentadoria, viveu em Goiânia, e nos últimos tempos vivia em Natal participando de um projeto que transmite jogos pela televisão e internet.
Januário foi responsável também por dar apelidos a muitos jogadores, entre eles o atacante Ézio como "Super Ézio", o atacante Sávio como "Anjo Loiro da Gávea", o atacante Túlio como "Tá, Té, Tí, Tó, Túlio...", o atacante Valdir Bigode como "matador de São Januário", o atacante Valdeir (ex-Botafogo) como "The Flash", o atacante  Charles (Bahia e Flamengo) como "Príncipe Charles", o volante e lateral Charles (Flamengo) como "Charles Guerreiro".

## Bordões
- "Eee o Gol…" - o momento mágico do futebol.
- "Taí o que você queria, bola rolando…" - quando o juiz apitava o início da partida ou do segundo tempo.
- "Tá lá um corpo estendido no chão" - para o jogador que caía machucado no gramado.
- "Lá vem Geraldo e Enéas para mais um carreto da tarde", quando os maqueiros do Maracanã, Geraldo e Enéas, entravam em campo para retirar um jogador machucado.
- "Vai sair o primeiro carreto da noite" - quando um jogador contundido era levado pela maca para fora do campo.
- "Sinistro, muito sinistro…" - para falha grave de jogador ou árbitro.
- "Cruel, muito cruel…" - para elogiar o jogador após o gol ou um lance bonito.
- "É disso (Fulano), é disso que o povo gosta" - para o jogador (Fulano) que acabara de estufar as redes, marcando o gol.
- "Olhos nos olhos, se passar fica na boa…" - quando o jogador com a posse da bola ficava frente a frente com um defensor.
- "Pintou em cores vivas" - quando uma chance clara de gol era perdida.
- "Tá na área, é agora, bateu..." - quando o jogador tinha uma chance de finalizar em gol.
- "Tem cartão? Tem cartão? Não! Cartão de crédito para o jogador (Fulano)…" - quando um jogador cometia uma falta dura e o árbitro não lhe aplicava nenhuma punição.
- "O(a) primeiro(a) só serviu como ensaio!" - quando ocorria a repetição de um lance (chute, cruzamento ou cobrança de falta) em sequência. Exemplo: escanteios cobrados consecutivamente; uma bola alçada na área duas ou mais vezes seguidas.
- "Pega, não larga mais, não dá rebote pra ninguém!" - quando o goleiro fazia uma defesa firme, segura, sem rebote.
- "Escancarou, escancarou legal (Fulano)..." - quando o jogador tinha um feito um gol.
- "Eu vi, eu vi…" - para algum lance que ninguém viu, somente ele.
- "Acabou o milho, acabou a pipoca, fim de papo." - quando o juiz apitava o fim do jogo.
- "riririkakakaka, o Juiz despirocou…" - para um lance em que o juiz marcou algo de outro mundo.